# 卡米塞塞·马拉
拉图卡米塞塞·马拉爵士，CF，GCMG，KBE（1920年5月6日—2004年4月18日）被认为是斐济现代国家的创立者。1967年至1970年担任首席部长，1970年斐济独立后成为总理，1987年短暂离职后又重新任总理直至1992年。1993年至2000年任斐济总统。

## 早年
卡米塞塞·卡派怀·图伊马西莱·乌卢伊拉凯巴·马拉于1920年5月6日出生于劳群岛的瓦努阿姆巴拉武，他是武阿尼雷瓦部落首领拉图·特维塔·乌卢伊拉凯巴和他第一个妻子、有汤加皇族血统的卢西安娜·恩戈利科罗的儿子。 
马拉先后就读于新西兰的圣心学院、诺克斯学院和奥塔戈大学，在那儿他学习医学（1942-1945）。不过他从未完成学习，因为他的叔公拉拉·苏库纳希望他日后成为民族的领袖，故安排他去英国沃德姆学院和牛津大学学历史。马拉不愿如此，但他在经济上受制于叔公，只得从命，1949年获得文科硕士学位。1961年他回到英国，次年在伦敦政治经济学院拿到学位。1973年奥塔戈大学授予他荣誉法律博士。
1950年回到斐济后，卡米塞塞与罗·利蒂娅·萨空鲍·拉拉巴拉武·喀托富托加·图伊萨瓦乌（后来以拉拉·马拉夫人之名为人所知）结婚。马拉的家人强烈反对，因为利蒂娅的家族与马拉家族关系紧张。尽管如此，他们的婚姻幸福，持续了53年。他们有三个儿子，5个女儿，其中长子和二女儿后来自己走上了从政的道路。

## 1950年至1970年
1950年起任殖民地服务部政务主任，1953年被提名为斐济立法会5个斐族委员之一。1959年，马拉进入行政会议，1963年成为政府事务主管、国家资料库成员。1964年被大酋长会议接纳。1966年他创立了联盟党，在斐族人和欧洲裔中赢得很高支持，并在1966年斐济选举中赢得多数席位。执行委员会演变为现代内阁，其成员本来只对总督负责，现在却要对国会负责。马拉也成为首席部长。
斐济独立面临的一个问题是斐族人和印族人在对独立后斐济宪法的看法上达成一致。包括马拉在内的斐族人要求全面选举，国会席位应按不同族群分配。这会保护斐族人的利益。马拉还认为避免不同族裔的候选人间直接竞争符合斐济的利益，这样可避免社会动乱。大部分印族人拒绝这个建议，相信这会使他们无法获得立法会的多数席位，虽然他们占人口的超过一半，并要求普选，选票应按人数分配。1970年4月，马拉和印族人占多数的民族联盟党的领袖西迪克·科亚在伦敦会见，达成一致。斐族人和印族人将在众议院或同等席次——皆为22席，其他8席提供给少数民族。每个族群的代表中有半数将只由本族人选出，另一半由所有人选出。1970年10月10日，斐济终于赢得了独立。

## 斐济总理：1970年至1992年
独立后首席部长被重命名为总理，但职权不变。马拉在1972年斐济选举中保住了权利。1977年3月选举中，联盟党由于内部分裂而被代表印族人的民联党击败。马拉递交了辞呈，但民联党三天后在一次领导权争议中分裂了，结果导致了一场宪法危机。伊丽莎白女王和总督要求马拉重组新政府。这导致了许多印族人的愤怒。然而9月选举中，联盟党在52个席位中获得了36席。
1982年斐济选举后联盟党席位下降，但马拉保持了权利。虽然丢掉8席，投给联盟党的选票比例却增至51.8%。认识到将印族人纳入政府的需要，马拉提议建立“民族团结政府”，即与民联党联合，但民联拒绝了。1987年斐济选举中，马拉被蒂莫西·巴万德拉击败。不过他的退职是短暂的，军事政变后他成为临时行政当局首脑，着眼于恢复斐济的国际形象和冲击国家的经济。1992年他将权利交给民选政府。

## 共和国总统：1993年至2000年
1987年政变后，斐济斩断了与英女王的联系，成为共和国，总统和两个副总统都由大酋长会议任命。马拉先是在1992年6月成为副总统，很快成代总统，因为总统加尼劳的影响力不够。次年12月16日加尼劳去世后，他成为总统。总统很大程度上是象征性的，但在国家危机时可以做出决断。
2000年，斐济再次发生政变，乔治·斯佩特带领武装步兵闯进议会大楼，绑架了总理马亨德拉·乔杜里以及一些内阁成员和议员。斯佩特宣称自己为总理，逼迫马拉退位。马拉拒绝谈判，而且宣佈解散内阁，自己將親自行使權力。然而事与愿违，5月28日马拉被軍隊推翻。軍隊要他暂停执行宪法，他再次拒绝。最后他被趕到位於拉凯巴岛的住所。他的政治生涯就此结束。